# Jack Coghill

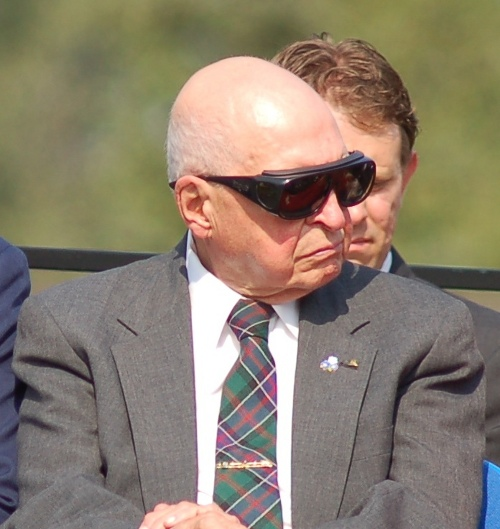

John Bruce "Jack" Coghill (24 de setembro de 1925 - 13 de fevereiro de 2019) foi um político americano. Foi o oitavo vice-governador do Alasca entre 1990 e 1994, no governo de Walter Joseph Hickel.